# Мантль, Нико
Ни́ко Мантль (нем. Nico Mantl; родился 6 февраля 2000 года, Мюнхен, Германия) — немецкий футболист, вратарь клуба «Ред Булл», выступающий на правах аренды за клуб «Виборг».

## Клубная карьера
Мантль — воспитанник клубов «Дейзенхофен» и «Унтехахинг». 5 мая 2018 года в матче против «Карла Цейсса» он дебютировал в Третьей лиге Германии в составе последнего. В начале 2021 года Мантль перешёл в зальцбургский «Ред Булл», подписав контракт на 4,5 года. Сумма трансфера составила 2 млн. евро. 16 мая в матче против ЛАСКа он дебютировал в австрийской Бундеслиге. В своём дебютном сезоне он выиграл чемпионат и завоевал Кубок Австрии.

## Достижения
Клубные
 «Ред Булл» (Зальцбург)
- Победитель австрийской Бундеслиги — 2020/2021
- Обладатель Кубка Австрии — 2020/2021